# Franjo Prce
Franjo Prce (Čapljina, 7 de janeiro de 1996) é um futebolista croata nascido na Bósnia e Herzegovina que atua como zagueiro. Defende atualmente o Istra 1961, emprestado pela Lazio.

## Carreira

### Clubes
Foi revelado pelo Hajduk Split, um dos principais times de futebol da Croácia, em 2013. No ano seguinte, a Lazio pagou 300 mil euros para contar com o zagueiro, que fez sua estreia pelo clube romano apenas em outubro de 2016, contra o Torino. Entrou já no final da partida, substituindo o brasileiro Felipe Anderson.
Na temporada 2015-16, Prce foi emprestado à Salernitana, porém não jogou nenhuma vez pelos Granata. Em fevereiro de 2017, foi novamente emprestado, agora para o Brescia, jogando 7 partidas pela Série B italiana. Voltou à Lazio em agosto do mesmo ano, porém não foi aproveitado e, posteriormente, liberado para seu terceiro empréstimo na carreira, desta vez para o Istra 1961.